# Tour du monde
 (octobre 2024).
Si vous disposez d'ouvrages ou d'articles de référence ou si vous connaissez des sites web de qualité traitant du thème abordé ici, merci de compléter l'article en donnant les références utiles à sa vérifiabilité et en les liant à la section « Notes et références ».
Pour les articles homonymes, voir Le Tour du monde.
Un tour du monde est un voyage qui consiste à parcourir, complètement et dans un sens donné, le globe terrestre, jusqu'à revenir à son point de départ. Il ne s'envisage le plus souvent que comme un voyage à des latitudes relativement faibles d'ouest en est ou inversement.
Les premiers hommes à avoir accompli un tour du monde en bateau sont des membres du voyage de Fernand de Magellan (20 septembre 1519 - 6 septembre 1522) et notamment Juan Sebastián Elcano qui réussit à rapatrier le Victoria, seul vaisseau rescapé, après une expédition de trois ans.
À leur suite, de nombreux navigateurs ont effectué leur tour du monde à la voile avec pour objectif l'exploration de la Terre. Ces expéditions portent le nom particulier de circumnavigations.

## Historique et motivations
La première circumnavigation fut celle du navire Victoria entre 1519 et 1522, connue aujourd'hui sous le nom d'expédition Magellan-Elcano. Il s'agissait d'un voyage de découverte castillan (espagnol). Le voyage commença à Séville, traversa l'océan Atlantique et, après plusieurs escales, contourna la pointe sud de l'Amérique du Sud, où l'expédition baptisa le détroit de Magellan. Il continua ensuite à travers le Pacifique, découvrant un certain nombre d'îles sur son chemin (dont Guam), avant d'arriver aux Philippines. Le voyage fut initialement dirigé par le Portugais Ferdinand Magellan, mais il fut tué à Mactan, aux Philippines, en 1521. Les marins restants décidèrent de faire le tour du monde au lieu de faire le voyage de retour — aucun passage à l'est à travers le Pacifique ne serait réussi pendant quatre décennies — et continuèrent le voyage à travers l'océan Indien, autour du cap sud de l'Afrique, vers le nord le long des côtes atlantiques de l'Afrique, et retournèrent en Espagne en 1522. Des 270 membres d'équipage partis de Séville, seulement 18 étaient encore avec l'expédition à la fin, y compris son capitaine survivant, l'Espagnol Juan Sebastián Elcano. 
Les survivants de l'expédition castillane/espagnole de García Jofre de Loaísa, entre 1525 et 1536, furent les suivants à faire le tour du monde. Aucun des sept navires de l'expédition de Loaísa, ni ses quatre premiers chefs, Loaísa, Elcano, Salazar et Íñiguez, ne survécurent pour terminer le voyage. Le dernier des navires d'origine, le Santa María de la Victoria, fut coulé en 1526 aux Indes orientales (aujourd'hui l'Indonésie) par les Portugais. Incapable d'avancer ou de battre en retraite, Hernando de la Torre érigea un fort sur Tidore, reçut des renforts sous le commandement d'Álvaro de Saavedra, qui furent également défaits, et finit par se rendre aux Portugais. Ainsi, une poignée de survivants constituèrent le deuxième groupe de circumnavigateurs lorsqu'ils furent transportés sous bonne garde à Lisbonne en 1536. Un troisième groupe fut formé des 117 survivants de l'expédition Villalobos, tout aussi ratée, au cours de la décennie suivante ; tout aussi ruinés et affamés, ils furent emprisonnés par les Portugais et ramenés à Lisbonne en 1546[réf. souhaitée].
En 1577, Élisabeth Ire envoie Francis Drake lancer une expédition contre les Espagnols le long de la côte Pacifique des Amériques. Drake part de Plymouth, en Angleterre, en novembre 1577, à bord du Pelican, qu'il rebaptise Golden Hind à mi-voyage. En septembre 1578, le navire passe au sud de la Terre de Feu, la pointe sud de l'Amérique du Sud, à travers la zone aujourd'hui connue sous le nom de[Quoi ?]. En juin 1579, Drake débarque quelque part au nord de la revendication la plus septentrionale de l'Espagne en - Californie, vraisemblablement la baie de Drake. Drake réalise le deuxième tour du monde complet à bord d'un seul navire en septembre 1580, devenant ainsi le premier commandant à survivre à l'intégralité du tour du monde.
Thomas Cavendish a réalisé son tour du monde entre 1586 et 1588 en un temps record : en deux ans et 49 jours, soit neuf mois de moins que Drake. C'était aussi le premier voyage délibérément planifié autour du globe. 
Jeanne Barret est reconnue comme la première femme à avoir effectué un tour du monde par voie maritime. Elle a notamment participé à l'expédition de Louis-Antoine de Bougainville à bord des navires La Boudeuse et Étoile en 1766-1769.
Le capitaine James Cook est devenu le premier navigateur à effectuer trois circumnavigations à travers le Pacifique à bord de l'Endeavour, entre 1769 et 1779. Il a été parmi les premiers à réaliser une circumnavigation d'ouest en est dans les hautes latitudes.
Au XIXe siècle, les voyages autour du monde, comme celui d'Ulysse S. Grant, devinrent possibles pour les riches, et les deux guerres mondiales permirent à un nombre considérable de troupes de se déplacer à travers la planète. Cependant, c'est l'essor de l'aviation commerciale à la fin du XXe siècle qui rendit la circumnavigation, comparée à l'expédition Magellan-Elcano, plus rapide et plus sûre. 

### De nos jours
À une échelle plus modeste, le tour du monde prend surtout la valeur d'une expérience initiatique. En Australie, notamment, les structures sociales incitent puissamment la jeunesse à s'engager dans un voyage jusqu'en Europe en passant par l'Amérique ou l'Asie au moins une fois avant d'entrer sur le marché du travail.
En France, les personnes qui entreprennent un tour du monde le font le plus souvent en couple. Beaucoup utilisent un billet tour du monde vendu par les alliances aériennes. En moyenne, un tour du monde dure 11 mois, coûte 15 000 €, s'effectue à 27 ans, traverse 13 pays et nécessite 9 vols.
Un tour du monde peut aussi s'effectuer sur un thème culturel (architecture, peinture, etc.) ou commercial (hôtels, golfs, etc.).

## Quelques tours du monde célèbres

### En marche à pied
- Le tour du monde à la marche de Jean Béliveau entre 2000 et 2011. Le premier homme à faire le tour du monde en courant est Jamel Balhi entre 1987 et 1990, soit 27 000 kilomètres à travers vingt-six pays.

### Sans moyens de transports motorisés
- Latitude Zéro, le tour du monde réalisé par Mike Horn entre le 2 juin 1999 et le 27 octobre 2000 par l'équateur (un peu plus de 40 000 km parcourus) avec une limite d'éloignement maximum de la latitude 0 (équateur) de 40 km.

### Maritime
- l'expédition de Magellan effectue le premier tour du monde en 1519-1522.
- le capitaine Francis Drake fit également une fois le tour du monde, étant le deuxième de l'histoire à avoir réussi.
- Olivier van Noort, navigateur néerlandais, est le troisième homme à effectuer une circumnavigation, parti de Rotterdam en 1598, il est de retour dans cette ville en 1601.
- Bougainville effectue un tour du monde en 1766-1769, et a permis à Jeanne Barret, collaboratrice du naturaliste Philibert Commerson, d'être la première femme recensée à avoir effectué un tour du monde.
- James Cook effectua un tour du monde en 1768-1771.
- le 1er tour du monde en solitaire de Joshua Slocum en 1895-1898.
- Alain Gerbault est le premier Français à achever un tour du monde en solitaire à la voile (1925-1929)
- le tour du monde de Louis Bernicot en 1936-1938.
- le Golden Globe Challenge, première course autour du monde en solitaire et sans escale en 1968-1969 remportée par Robin Knox-Johnston.
- le tour du monde et demi en solitaire de Bernard Moitessier en 1969.
- Le tour du monde en solitaire en 229 jours de Marcel Bardiaux avec son voilier INOX de 15m et 22 tonnes à vide
- le Vendée Globe, course autour du monde en solitaire et sans escale, se déroulant tous les 4 ans depuis 1989.
- Le premier tour du monde à l'énergie solaire est réalisé par le navire MS Turanor PlanetSolar en 2012 par l'explorateur Suisse Raphaël Domjan.
- Thomas Coville en 2016: record du tour du monde à la voile en solitaire et en multicoque, en 49 jours, 3 heures et 7 minutes, auparavant détenu par Francis Joyon depuis 2008. Avec une vitesse moyenne de 24,08 nœuds, il augmente de plus de 3,5 nœuds le record précédent. Il divise par plus de trois le temps de premier record multicoque (Alain Colas en 1973 avec 169 jours).
- Jean-Luc Van Den Heede a accompli cinq tours du monde en solitaire dont 3 sans escale.  Participation à deux BOC Challenge, course américaine autour du monde avec escales, deux premières éditions du Vendée Globe classé respectivement troisième et second. En 2018, il détient le record du tour du monde à l'envers en monocoque d'est en ouest contre les vents dominants.  À 73 ans il accomplit son sixième tour du monde en solitaire sans escale dans la Golden Globe Race partie le 1er juillet 2018 des Sables d'Olonne dans laquelle il fait la course en tête avec près de 4000 km d'avance sur le second.

### En sous-marin
- 1960 : tour du monde du sous-marin américain Triton

### En aéronef

#### En avion
- 1924 : deux équipages à bord de Douglas World Cruisers réussissent le premier tour du monde aérien.
- 1941 : un Boeing 314 baptisé California Clipper est contraint de réaliser un tour du monde pour rejoindre les États-Unis après l'attaque de Pearl Harbor. C'est le premier avion de ligne à réaliser un tour du monde.
- 1949 : un B-50A baptisé Lucky Lady II est le premier avion au monde à faire le tour du monde sans escale, grâce à quatre ravitaillements en vol successifs assurés par des KB-29M. Le vol dura 94 h, du 26 février au 2 mars, sur une distance de 37 734 km.
- 1986 : Dick Rutan et Jeana Yeager réalisent le premier vol autour du monde sans escale et sans ravitaillement à bord du Rutan Voyager en 9 jours, 0 heure, 3 minutes et 44 secondes.
- 2005 : Steve Fossett réalise le premier tour du monde en avion en solitaire, sans escale et sans ravitaillement à bord du Virgin Atlantic GlobalFlyer en 67 heures, 2 minutes et 38 secondes.
- 2016 : Solar Impulse 2 achève avec succès son tour du monde le 26 juillet 2016, en atterrissant à Abou Dabi après un tour du monde de 43 041 km uniquement grâce à l'énergie solaire.

#### En aérostat
- 1929 : le tour du monde avec escales du dirigeable LZ 127 Graf Zeppelin.
- 1999 : le tour du monde sans escale de Bertrand Piccard et Brian Jones à bord du bas de la rozière Breitling Orbiter 3.
- 2002 : tour du monde en solitaire et sans escale de Steve Fossett à bord de la montgolfière Spirit of Freedom.

### À bicyclette
- Thomas Stevens effectue un tour du monde à grand-bi (22 avril 1884 - 17 décembre 1886) ;
- Annie Londonderry est la première femme à réaliser le tour du monde seule et à bicyclette en 1895.

### En auto ou moto
- Robert Sexé et Henri Andrieux effectuent le premier tour du monde à moto (14 juin 1926 - 3 décembre 1926).
- Clärenore Stinnes est la première femme et la première personne à effectuer un tour du monde en automobile, assistée par son futur mari Carl-Axel Söderström (en) (1927-1929).

#### En auto-stop
- le tour du monde en stop d'André Brugiroux, entre 1955 et 1973.
- le tour du monde en cinq ans en stop de Ludovic Hubler, entre 2003 et 2008.
- le tour du monde en stop de 1980 jours par Jérémy Marie.
- le tour du monde en 80 jours sans un centime de Muammer Yilmaz[2] et Milan Bihlmann 2014[3].

### En véhicule amphibie
- Ben Carlin effectue le premier tour du monde en véhicule amphibie (1947 - 13 mai 1958).

### Sans prendre l'avion
Le tour du monde en bateau-stop de Delphine Shoham en 522 jours, chez L'Harmattan.
En 2012, le Britannique Graham Hughes boucle un tour du monde en 1 426 jours, pour se rendre dans 201 pays à pied, en bus, ou encore en bateau. Le but de ces pérégrinations était de sensibiliser aux dangers du réchauffement climatique.

### Femmes
- Jeanne Barret, première femme à réaliser un tour du monde (1766-1774) ;
- Nellie Bly, première femme à réaliser un tour du monde sans un homme (1889-1890) ;
- Clärenore Stinnes, première femme et première personne à effectuer un tour du monde en automobile (1927-1929) ;
- Anne-France Dautheville, première femme à effectuer un tour du monde en moto.

### En littérature
- Le tour du monde en 80 jours de Jules Verne (1872).
- Les Cinq Sous de Lavarède de Paul d'Ivoi et Henri Chabrillat (1894).
- Le tour du monde en 80 jours sans un centime de Muammer Yilmaz & Milan Bihlmann chez Michel Lafon (2015).

### Magazine
- Le Tour du monde, nouveau journal des voyages est un hebdomadaire français publié entre 1857 et 1914. Il porta aussi le nom de Le Tour du monde, journal des voyages et des voyageurs.

### Autres
- Le tour du monde en 63 jours de Gaston Stiegler en 1901.
- Operation Sandblast en 1960, le premier tour du monde en immersion du sous-marin USS Triton (SSRN-586).

## Quelques records
| Nom du détenteur | Nationalité   | Durée             | Distance parcourue              | Vitesse moyenne | Type(s) de transport(s)                                                                                |
| ---------------- | ------------- | ----------------- | ------------------------------- | --------------- | --- |
| Andrew Fisher    | Néo-Zélandais | 52 h 34           | 41 375 km                       | 790,43 km/h     | Quatre vols en avion                                                                                   |
| Steve Fossett,   | Américain     | 67 h 2 min 38 s   | Plus de 36 787,559 km           | 551,87 km/h     | Avion Virgin Atlantic GlobalFlyer conçu spécialement pour l'occasion, sans escale, sans ravitaillement |
| Francis Joyon    | Français      | 983 h 30 min 30 s | Plus de 21 600 milles nautiques | 26,85 nœuds     | Trimaran (6 équipiers)                                                                                 |